# Welcome to the Black Parade
Welcome to the Black Parade – pierwszy singel zespołu My Chemical Romance z trzeciej płyty The Black Parade. Zaprezentowany oficjalnie 28 października 2006 na festiwalu MTV Video Music Awards 2006, podczas koncertu zagranego przez nich na dachu wysokiego wieżowca z 10 największymi fanami.

## Lista utworów
Wersja pierwsza
1. Welcome to the Black Parade (album version)
2. Heaven Help Us

Wersja druga (tylko winyl)
1. Welcome to the Black Parade (album version)
2. Welcome to the Black Parade (live)

Wersja trzecia (Australia)
1. Welcome to the Black Parade
2. Heaven Help Us
3. Welcome to the Black Parade (live)

Wersja czwarta (dostępna tylko do ściągnięcia w serwisie iTunes.com)
1. Welcome to the Black Parade (radio edit)
2. My Chemical Romance Welcomes You to the Black Parade